# أهل بلال (لقصابي تاكوست)
أهل بلال هي إحدى مشيخات المملكة المغربية، تتبع جغرافيا لإقليم كلميم وإداريًا للقصابي تاكوست. يقدر عدد سكانها بـ 165 نسمة حسب الإحصاء الرسمي للسكان والسكنى لسنة 2004.